# 고창회골
고창회골(중국어: 高昌回鶻 고창회골[*]), 혹은 이디쿠트(Idqut)는 843년 건국된 위구르인 국가다. 대승불교와 토하라인의 영향을 받은 국가였다. 위구르 제국이 키르기스인들에게 멸망당한 뒤 그 난민들이 세운 나라였다. 여름 수도는 카라호자(현재의 투루판시 가오창구), 겨울 수도는 베시발리크(오늘날의 지미사르현)이었다. "회골"이란 위구르인의 한자 이름이며, "고창회골"이란 당나라 측 사서에서 고창을 수도로 하는 위구르인들이라는 뜻에서 부른 이름이다.
1132년 서요의 속국이 되었고, 1209년 몽골 제국의 속국이 되었다가 13세기 말-14세기 초에 차가타이 칸국에게 완전히 멸망했다.

## 같이 보기
- 카라델
- 명-투루판 분쟁
- 감주 위구르